# Sam Morgan
Sam Morgan (Bertrandville, Louisiana, 18 december 1887 – New Orleans, 25 februari 1936) was een Amerikaanse jazzkornettist en orkestleider.

## Biografie
Sam Morgan leidde in de jaren 1920 een van de klassieke New Orleans Jazz-bands, o.a. met Jim Robinson. Volgens de auteurs Richard Cook en Brian Morton werden zijn opnamen uit 1927 (twee sessies met in totaal 8 nummers van 14 april en 22 oktober de enige bekende opnamen) beschouwd als zeldzame voorbeelden van deze muziek, die in New Orleans werden opgenomen. The Sam Morgan's Jazz Band nam nummers op als Steppin' on the Ga en Mobile Stomp voor Columbia Records. Deelnemende muzikanten waren zijn broers Isaiah Morgan op trompet en Andrew Morgan op tenorsaxofoon (en klarinet). Earl Fouche speelde altsaxofoon, trombonist was Jim Robinson, die later speelde met Bunk Johnson, George Lewis en optrad in de Preservation Hall. Bassist was de neef van Jim Robinson, Sidney Brown (ook bekend als Little Jim of Jim Little). Later werkte hij voor George Lewis, zoals in zijn Climax-sessions in de jaren 1940. Henry 'Red' Allen en Fate Marable speelden ook af en toe in zijn bands. Een ziekte beëindigde voortijdig de carrière van San Morgan in 1932.

## Overlijden
Sam Morgan overleed in februari 1936 op 48-jarige leeftijd.

## Discografie
- 1927: Papa Celestin & Sam Morgan (Azure), Jazz Oracle BDW 8002

- Gemeinsame Normdatei: 1130610675
- Library of Congress Control Number: no93038343
- MusicBrainz: 46a3f8cb-50d8-499f-afb2-ef10b7c59c6f
- Virtual International Authority File: 24174294
- WorldCat: E39PBJr843xV3VpBMcQFMYFqcP